# Orlando Gibbons
Orlando Gibbons (pokřtěn 25. prosince 1583 Oxford – 5. června 1625 Canterbury) byl anglický renesanční skladatel a varhaník.

## Život
Orlando Gibbons se narodil v Oxfordu , kde byl jeho otec městským hudebníkem . V letech 1596–1598 zpíval ve sboru koleje King's College Univerzity v Cambridgi, který vedl jeho starší bratr Edward. V roce 1606 získal v Cambridgi bakalářský titul v oboru hudby . Král Jakub I. jej ustanovil členem Chapel Royal, kde působil jako varhaník nejpozději od roku 1615 až do své smrti. Také hrál na klávesové nástroje na dvoře prince Karla (pozdějšího krále Karla I.) a na varhany ve Westminsterském opatství. Zemřel náhle na krvácení do mozku ve věku 41 let v Canterbury, je pohřben v tamní katedrále.

## Dílo
Orlando Gibbons byl velmi všestranný skladatel, věnoval se hudbě vokální i instrumentální, církevní i světské.
Napsal mnoho církevních písní (známá je např. This is the record of John) a madrigalů (The silver swanne).
Dochovaly se také desítky Gibbonsových skladeb pro violu da gamba a pro klávesové nástroje, šest z nich bylo součástí vůbec první tištěné sbírky skladeb pro klávesové nástroje v Anglii, publikované pod názvem Parthenia kolem roku 1611 (dalšími přispěvateli byli William Byrd a John Bull). Formálně se nejčastěji jedná o polyfonní fantazie nebo tance (např. pavany, galliardy).